# Mont Titano
La muntanya Titano o mont Titano (en emilià-romanyol Mont Titén) és la muntanya més alta de la República de San Marino, als Apenins. S'eleva 739 metres sobre el nivell del mar i es troba immediatament a l'est de la capital, ciutat de San Marino. Sent el principal relleu de la república, a causa de la seva gran extensió, el seu nom s'utilitza sovint per a referir-se a la mateixa república. Segons la llegenda, sant Marí va fundar un poble a la muntanya calcària. La muntanya té tres cims; en cadascun d'ells hi ha una torre: són les tres torres de San Marino o els tres castells o rocche: la primera es diu Rocca o Guaita, la segona Cesta o Fratta i la tercera Montale. Als peus de la muntanya s'estén la ciutat de San Marino i Borgo Maggiore.

## Descripció
El Mont Titano es presenta com un aspre esperó calcari, situat més prop del mar respecte a la cadena dels Apenins, que emergeix per 200 metres d'altura sobre una base d'argila situada a 500 metres sobre el nivell del mar. En línia recta dista solament 13 quilòmetres de la mar Adriàtica.

## Geologia
A l'era terciària, on ara es troba la república existia un mar. Violents terratrèmols van provocar grans aixecaments de la superfície terrestre; a causa d'un d'aquests fenòmens, una massa rocosa que dista prop de 80 quilòmetres de l'actual muntanya, va ser aixecada i lentament va lliscar cap a la mar Adriàtica. Aquesta massa rocosa va donar origen a diverses muntanyes, entre les quals estan el Fumaiolo i la muntanya Titano. Segons els experts, el Titano està subjecte a un irregular aixecament bradisísmic que fa que s'extraplomin els edificis a la zona de la ciutat de San Marino.

## Troballes fòssils
Els fòssils de vertebrats que es troben als vessants de la muntanya Titano són en general de peixos, per haver estat aquesta zona en el passat un mar. Els fòssils recuperats són en la seva majoria dents, sobretot d'esquals. La troballa fòssil més important és d'una balena, que ara es troba conservada en el museu cívic arqueològic de Bolonya.

## Hidrografia
A la muntanya neixen alguns torrents, entre els quals està el San Marino, que s'uneix amb el riu Marecchia a la localitat de Torello i desemboca a la mar Adriàtica a 23 quilòmetres de distància; neixen el Cando que s'uneix al Marano i desemboca també a l'Adriàtic entre Rímini i Riccione, i el Ausa que desemboca per Rímini a l'Adriàtic.

## Vegetació
Sobre la muntanya es poden trobar castanyers, roures, banús fals, xiprers, avets blancs i alguns arbusts com la ginesta, el galzeran i els espàrrecs típics de les zones més àrides, com el territori sota les tres torres.
Sobre les roques de la muntanya Titano està present a més l'Ephedra nebrodensis, planta típica de Sicília i Sardenya.

## Fauna
La fauna silvestre està representada per totes les classes de vertebrats i, donades les característiques muntanyenques del territori, els ocells i els mamífers hi són els animals més difosos.
Entre aquests, es poden trobar xoriguers, òlibes, mussols, gamarussos, garses i aligots pel que es refereix a les aus, i cabirols, senglars, daines, mosteles, fagines, Hystrix cristata, llebres, turons, eriçons, teixons i guineus.

## Primera ascensió
Segons la llegenda, Marí, picapedrer d'Arbe (Dalmàcia), arribat de Rímini, es va refugiar a la muntanya Titano per fugir de les persecucions anticristianes i allí va fundar una comunitat religiosa. En l'art el sant sempre és representat amb la muntanya Titano entre les mans.

## Patrimoni de la Humanitat
A partir de l'any 2008 la muntanya Titano està inscrita per la Unesco entre els llocs Patrimoni de la Humanitat, juntament amb el centre històric de San Marino.
El lloc inclòs com a Patrimoni de la Humanitat cobreix 55 hectàrees i inclou la muntanya Titano i el centre històric de la ciutat, que data de la fundació de la república com a ciutat estat, al segle xiii. San Marino s'inscriu en la Llista del Patrimoni Mundial com a testimoni de la continuïtat d'una república lliure des de l'edat mitjana. La zona inscrita inclou fortificacions, torres, muralles, portes i bastions, així com la basílica neoclàssica de Sant Marí (del segle xix), convents dels segles xiv i xvi, el Palazzo Publico (edifici de l'ajuntament) del segle xix i el Teatre Titano, del segle xviii. El bé representa un centre històric encara habitat que preserva totes les seves funcions institucionals. Gràcies al seu emplaçament al cim de la muntanya Titano, la zona no es va veure afectada per les transformacions urbanes ocorregudes des del principi de l'era industrial fins a l'actualitat.

## Galeria d'imatges

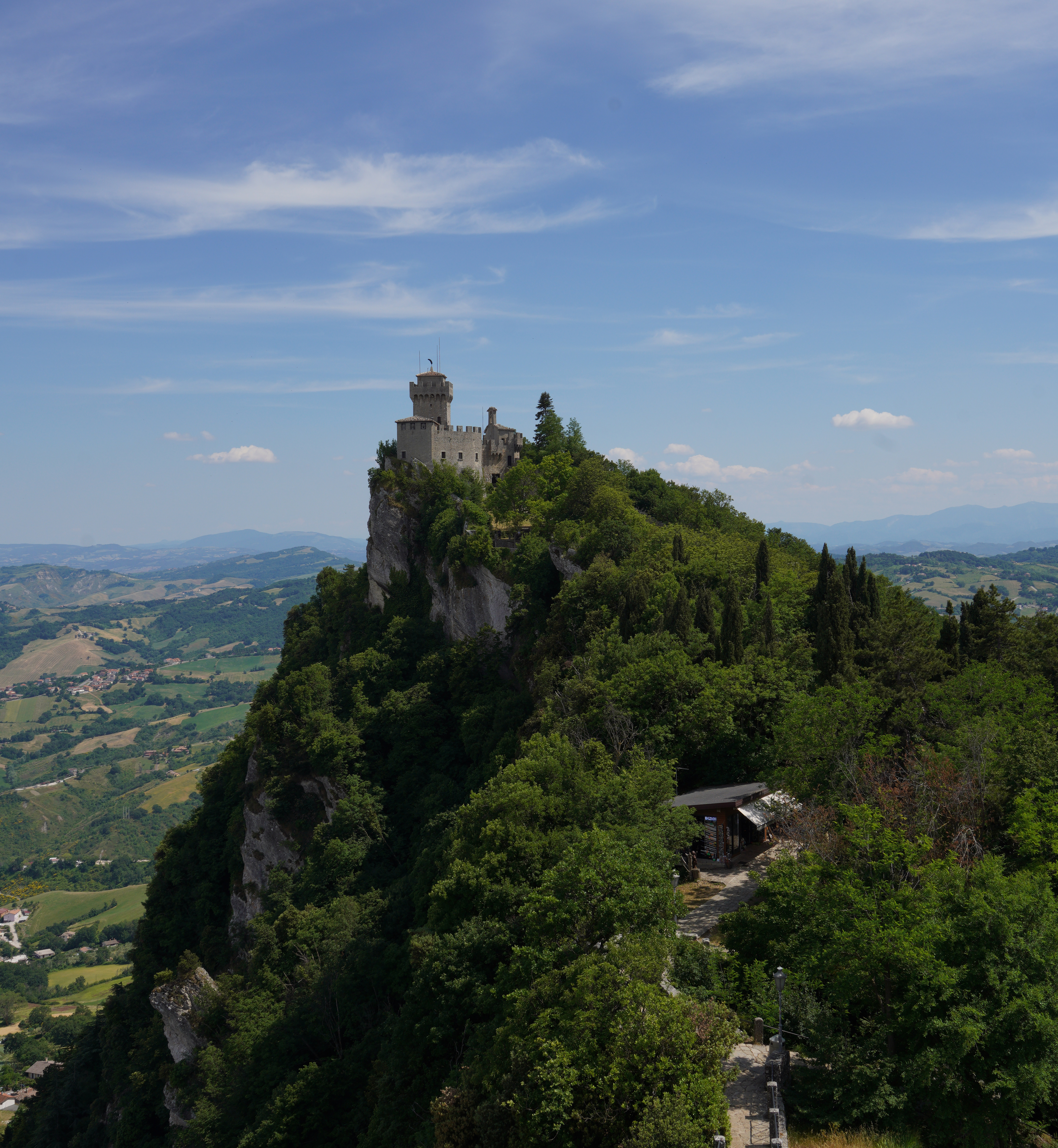
Castell de la Cesta o Fratta
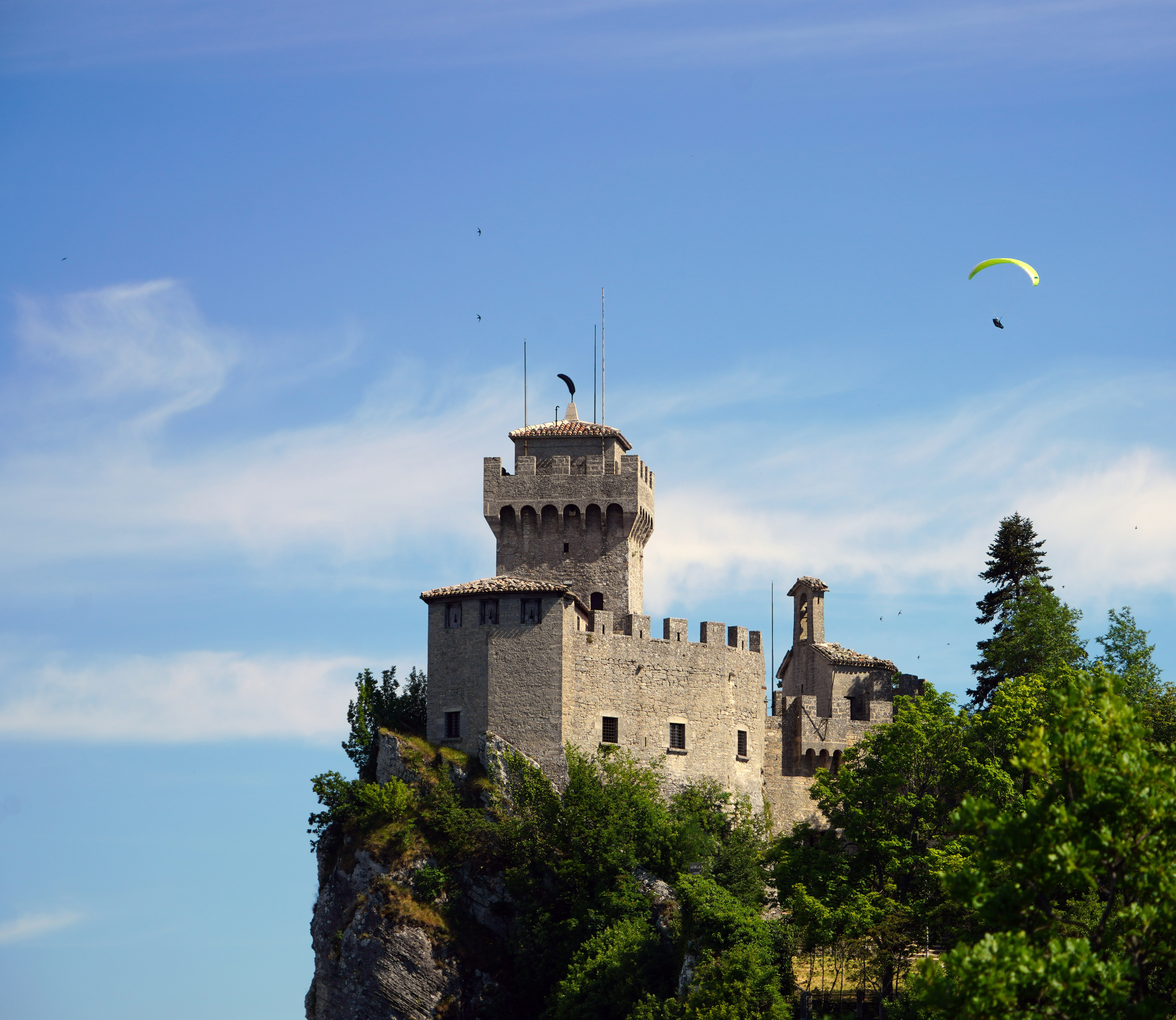
Torre de la Cesta
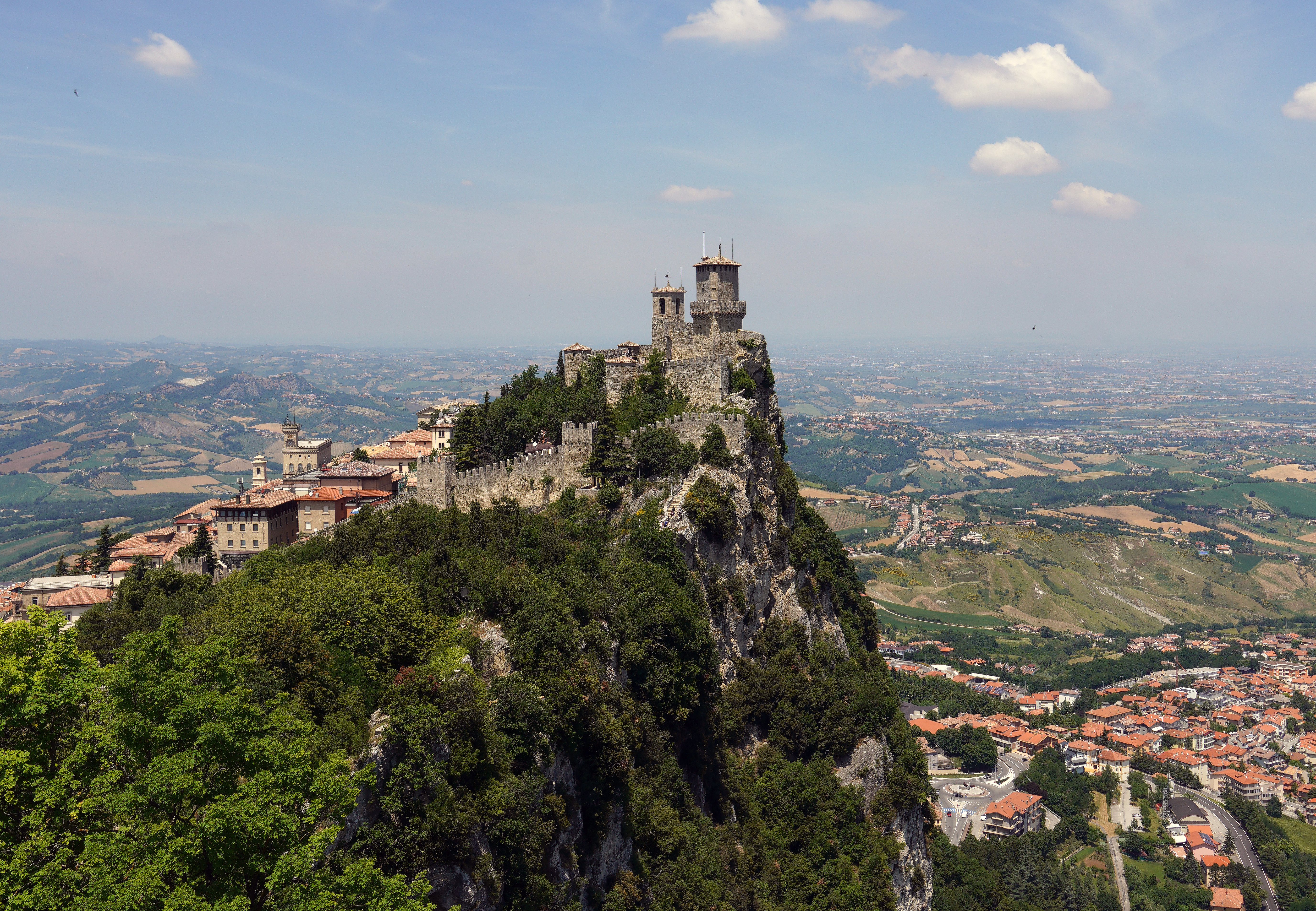
Fortalesa de Guaita
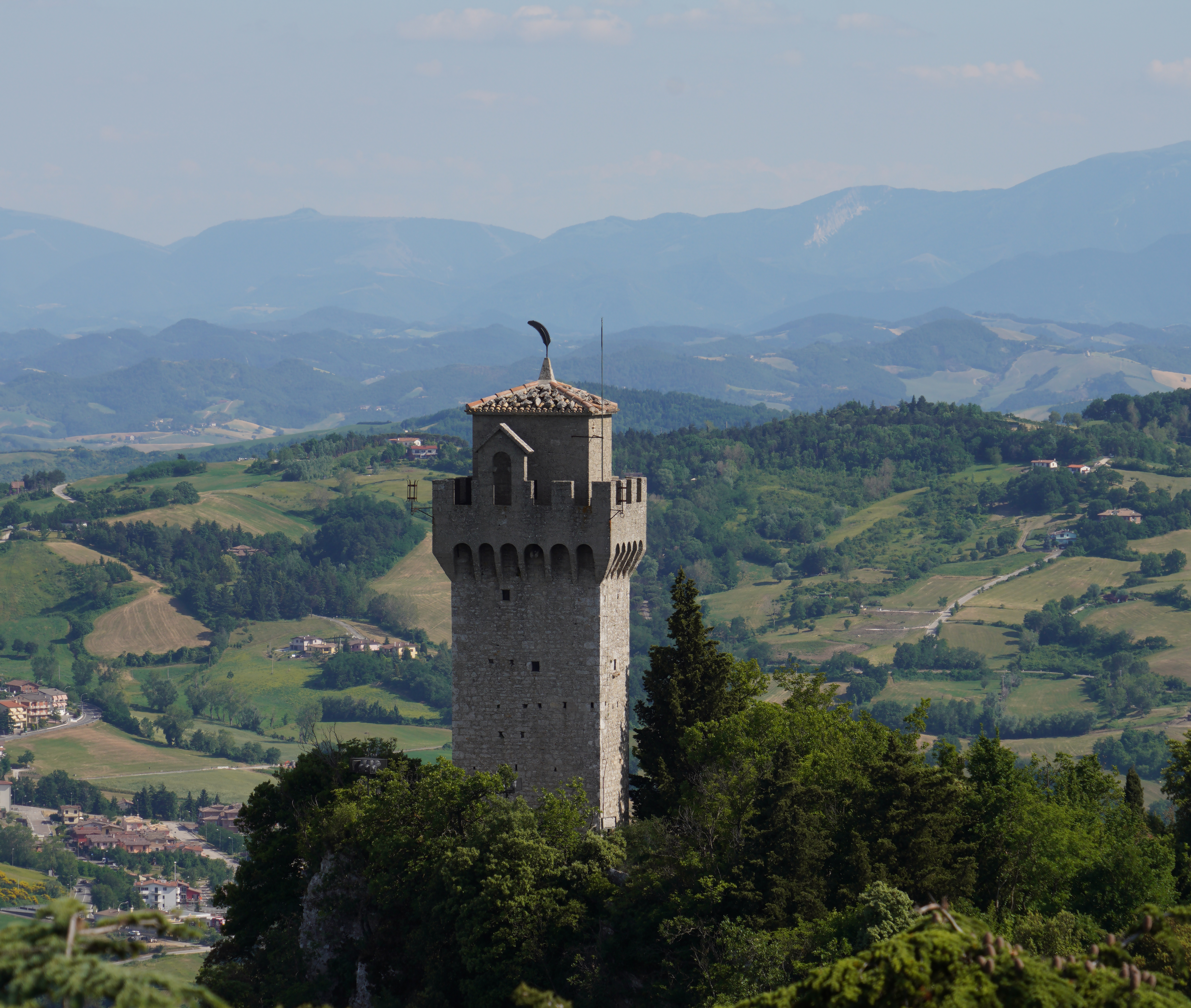
Torre de Montale
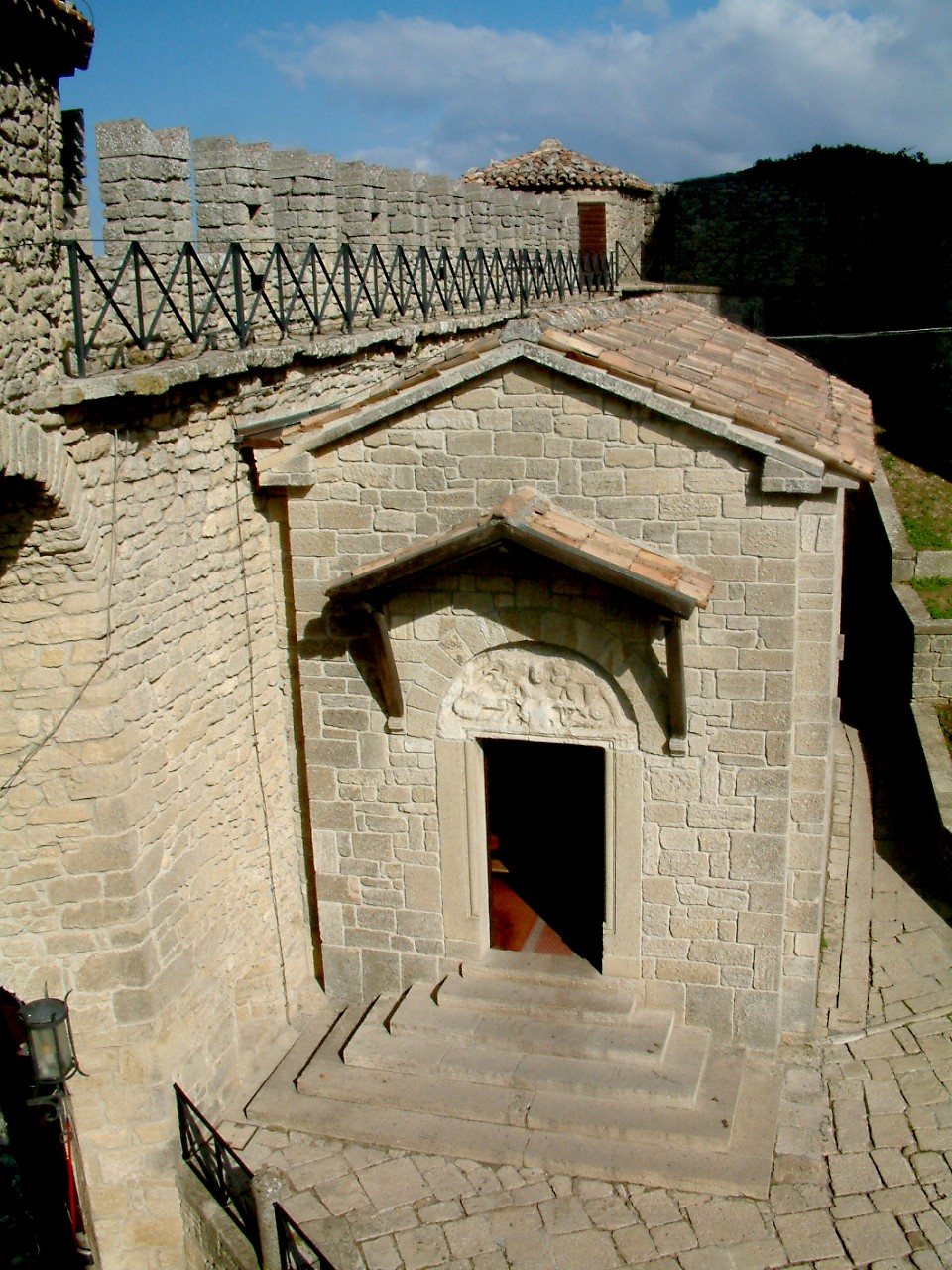
Detall de la Guaita
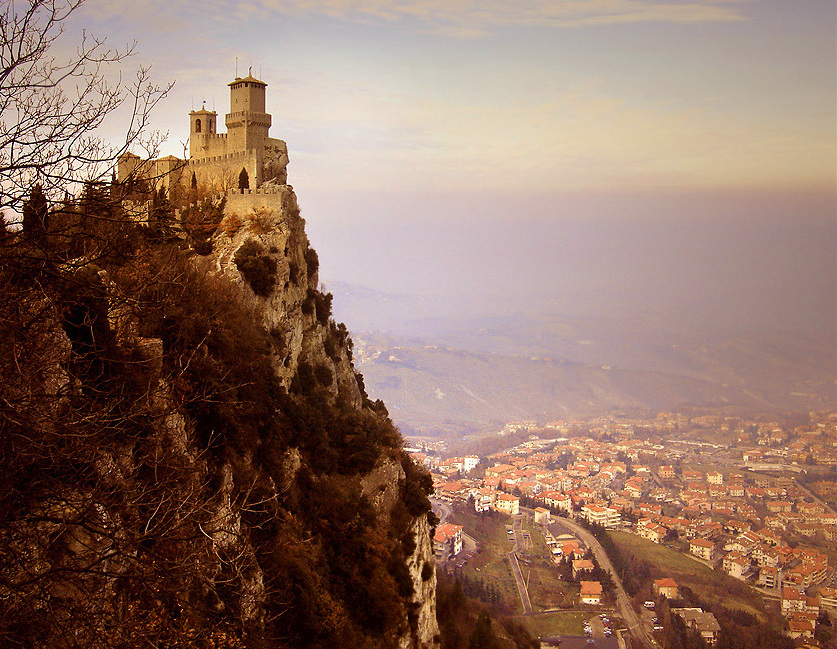
Vista des de dalt del Mont Titano
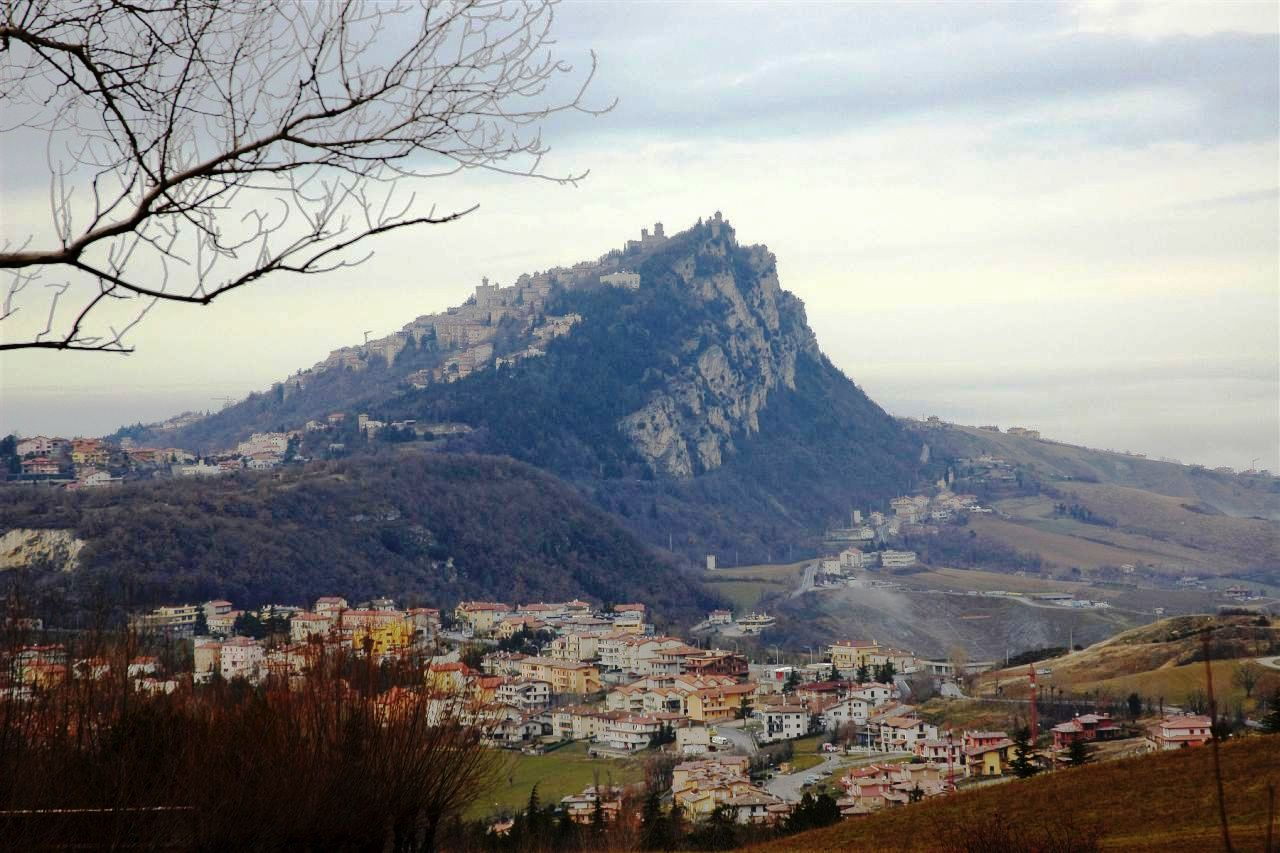
Imatge del Mont Titano
La bandera de San Marino amb les tres torres que coronen el mont Titano